# 金鳴鄉
金鳴鄉，是四川省鄰水縣下轄的一個鄉鎮級行政單位。

## 沿革
1953年4月24日，第二區（城南區）公所從解慍鄉划出9個村，增建金鳴鄉人民政府。1956年1月16日，金鳴鄉併入解慍鄉，金鳴鄉人民政府撤銷。